# Archie Thompson
Archibald "Archie" Gerald Thompson (Otorohanga, 23 de Outubro de 1978) é um futebolista profissional neozelandês, naturalizado australiano que atua como atacante.

## Carreira
Atualmente joga no Melbourne Victory, após passar breve período emprestado ao PSV Eindhoven. Foi levado para o clube holandês pelo então técnico da Seleção Australiana, Guus Hiddink, que também comandava paralelamente o PSV. Atacante, Thompson já era constantemente convocado para jogar pela Austrália desde 2001.
Ele, que é filho de pai neozelandês e mãe papuásia, é dono do recorde de maior número de gols em uma partida internacional, marcando 13 durante a partida contra a Samoa Americana, em 11 de abril de 2001, durante a qualificação para a Copa do Mundo de 2002. O resultado final dessa partida foi 31 a 0 para os Socceroos.
Thompson representou a Seleção Australiana de Futebol, nas Olimpíadas de 2008 e da Copa da Ásia de 2007.
Archie Thompson é um grande fã do futebol brasileiro e da gente do país.